# Coalla
Pour les articles ayant des titres homophones, voir Koala et Koalla.
Pour l’article homonyme, voir Coalla (département).
Coalla est une commune rurale et le chef-lieu du département de Coalla dans la province de la Gnagna de la région de l'Est au Burkina Faso.

## Géographie
Coalla se trouve à 18 km au nord-est de Manni – et de la route nationale 18 –, à 22 km au sud-est de Taparko, et à 53 km au nord-est de Bogandé, le chef-lieu de la province.
La commune est située sur la rive droite de la rivière Faga.

## Santé et éducation
Coalla accueille un centre de santé et de promotion sociale (CSPS).